# Orgazam
Orgazam (grč. οργασμός, orgasmós) ili seksualni klimaks je složen fiziološko-psihološki fenomen koji se javlja kao vrhunac seksualnog uživanja u seksualnom odnosu ili nekoj drugoj seksualnoj delatnosti. Nakon orgazma dolazi do naglog slabljenja seksualnog uzbuđenja, smanjenja tonusa glatke muskulature predela genitalija, a često i smanjenja napetosti ukupne telesne muskulature, te nastupa osećaj spokojstva, takođe je moguće i grčenje mišića.
Već za vreme predigre uzbudi se celi nervni sistem, hormoni koje nadbubrežne žlezde dodaju u krv poput adrenalina izazivaju podrhtavanje svih mišića, ubrzava se puls, produbljuje i zastaje dah, suši se grlo, pojačano izlučuju znojne žlezde, šire zenice, smenjuje crvenilo i bledilo, a povećano izlučivanje adrenalina povećava količinu šećera u krvi, što pri smanjenom nivou insulina u krvi može voditi blagoj vrtoglavici kod strastvenih ljubavnika. A pod uticajem polnih hormona (testosterona i estrogena) za vreme polnog uzbuđenja u celom telu nastaju telesne reakcije i promene nervne i mišićne napetosti, a krv pojačano ulazi u sva tkiva i organe, a naročito u polne (vazomotorička kongestija) što podstiče nabreknuće muškog polnog organa i ženinog klitorisa. Na vrhuncu uzbuđenja dolazi do orgazma koji je eksplozivno pražnjenje nervne i mišićne napetosti, kao i ritmičnih mišičnih kontrakcija u regionu pelvisa uz veliki osećaj užitka.
Dokazano je da žene koje imaju više testosterona lakše doživljavaju orgazam nego ostale i da je ženin orgazam intenzivniji za vreme ovulacije. Zbog povratne veze između nervnog i hormonskog sistema za vreme velikih polnih uzbuđenja može se podstaći vanredna ovulacija. Svest je za vreme orgazma isključivo usmerena na polni doživljaj, čiju silovitost podstiče vidom, sluhom, njuhom i okusom, a može se čak i onesvestiti na nekoliko sekundi, uz to se postaje i manje osetljiv na bol. Idealan uvod u predigru i pripremu tela za potpuni seksualni doživljaj je poljubac.

## Muški orgazam
Muškarci orgazam najčešće doživljavaju stimuliranjem penisa. Kod muškarca se dešavaju dva nezavisna, ali usklađena refleksa, kojima se ostvaruje pražnjenje i štrcanje semena (sperme). Orgazmički refleks započinje mehaničkim podraživanjem osetilnih receptora u glaviću i telu penisa, pa nervni impulsi dospevaju do leđne moždine. Povratno simpatička vlakna podstiču alfa adrenergične receptore glatkih mišića u polnom sistemu, što izaziva kontrakcije, odnosno niz refleksnih mišićnih stezanja u tom sistemu, popraćenih osećajem opuštenosti i zadovoljstva.
Pražnjenje semena nastaje refleksnim stezanjem glatkih mišića u zidovima semenovoda, semenskih mehurića i prostate. To stezanje potisne semenu tečnost i spermatozoide u zadnji deo mokraćne cevi, koja iz mokraćnog mehura prolazi kroz prostatu i nastavlja se u penis. Pri tom mišić sfinkter zatvara ušće mokraćnog mehura, kako seme ne bi dospelo u mokraćni mehur. Mišićna stezanja i pražnjenje semena podražuju brojne nervne završetke u prostati i semenskim vodovima te nastaju podražaji koje nezavisni nervi provode u polne centre kičmene moždine. Samo je delić sekunde dovoljan da iz kičmene moždine krenu povratni podražaji koji ritmičkim stezanjem mišića u zidovima mokraćne cevi i u mišićnoj pregradi zdeličnog dna dovode do štrcanja semena iz muškog polnog organa ili ejakulacije.
Orgazam je po pravilu kod muškaraca redovno spontani doživljaj i oni prosečno dostižu orgazam za dva do četiri minuta nakon početka podraživanja masturbacijom ili snošajem, a on je najčešće udružen s ejakulacijom, iako su zabeleženi i slučajevi orgazma bez ejakulacije. Za vreme predigre muškarac se brže uzbudi, ubrzava pokrete tokom penetracije, a nakon orgazma uzbuđenost po pravilu brzo nestaje i krv se brzo povlači iz polnih organa. Nakon orgazma muškarci na neko vreme, koje individualno traje od nekoliko minuta do nekoliko sati pa čak i nekoliko dana, gube zanimanje za bilo kakvu seksualnu aktivnost i ono što najčešće žele nakon orgazma je dobar san, s obzirom da se mišići i krvne žile moraju nekoliko sati odmarati da bi se njihova snaga oporavila. Izuzetno je retko moguće da muškarci dožive višestruke orgazme.
Dugotrajne erekcije bez završene ejakulacije i orgazma kao i uzdržavanje od snošaja uzrokuju distrofične promene polnih organa, produženo uzbuđenje nervnih središta uz funkcionalno slabljenje i gašenje polnih uslovnih refleksa. Stalno odgađanje prirodnog refleksnog puta, samokontroliranje uzbuđenja te odgađanje orgazma i ejakulacije, pa i pri prekinutom snošaju (coitus interruptus) ometa mehanizme polnih organa, nepotpuno se steže i prazni krv (zastojna hiperemija), refleks uzbuđenja ne dostiže maksimum, pa centri za erekciju i ejakulaciju s vremenom popuste, često uz upalne promene u prostati.

## Ženski orgazam
Orgazam je kod žene komplikovaniji proces, jer se udružuju fiziološke suprotnosti, psihološki uticaji, pa i vrednosni sistemi, koji ponekad sputavaju prirodno uzbuđivanje i polnost žene. Ukoliko nema prepreka i zatajivanja orgazma žena ga po pravilu može doživjeti već za dva minuta stimulacije (masturbacijom ili snošajem), a mnoge ga doživljavaju i brže. Retke su žene koje orgazam mogu doživeti samo erotskim maštanjima, ali mnoge uz erotska maštanja udružuju ritmičke pokrete bedara, te stezanjem i opuštanjem mišića međice masiraju klitoris i tako dolaze do vrhunca. Većina žena može relativno lako doživeti orgazam samo nježnim manuelnim ili oralnim podražavanjem polnog organa a naročito klitorisa, bez snošaja s penetracijom, često kombinovano s maštanjima o erotskim prizorima.
Podražaji kod žena potiču od receptora na ušću vagine i posebno u erektilnim telima: klitorisu i gomoljastom telu (bulbus vestibuli), što pod malim usnama okružuje predvorje vagine. Potom nervni impulsi kao i kod muškaraca odlaze u centar kičmene moždine, koja su uzlaznim putevima spojena sa centrima u mozgu, s tim da se orgazmičkim podražajima pridružuju i nervni impulsi nastali podraživanjem dojki, a podstiče ih i duboki pritisak na zdelične organe i nerve utrobe.
Kod žena je orgazam identičan drugoj fazi muškarčevog orgazma (ejakulaciji). Podražaji u jednom trenutku uzbuđenja uzrokuju ritmična stezanja mišića rodnice i okolnih mišića, te u onima na dnu male zdelice, pa nastaje svesni doživljaj užitka, odnosno orgazam, koji počinje osećajem trenutne malaksalosti, pražnjenja i otvaranja, da bi se odmah nastavio manje ili više silovit osećaj užitka. Osim vaginalnih kontrakcija koje su na početku vrlo brze, a zatim se razmak između jedne i druge produžava, na telu žene se pojavljuju i drugi znaci orgazma. Na prsima se može pojaviti rašireno crvenilo, bradavice se ukrućuju, areole postaju vidljivije, klitoris se povlači pod male usne, a nožni prsti se ukrućuju i okreću prema podlozi. Za razliku od muškaraca žena može snagom volje orgazam da zaustavi ili prikrije ako želi da isključi polne odnose iz svog emotivnog života.
Većina žena orgazam doživljava tek nakon dugotrajnog podražavanja pokretanjem za vreme snošaja, a najbolje je da sama osoba otkrije položaj u kojem će najlakše dostići vrhunac. Najvećem broju žena (njih 70-80%) je potrebna direktna stimulacija klitorisa (oralno, manuelno i sl.), ali je najčešće dovoljna i indirektna stimulacija putem vaginalne penetracije.
Nekim ženama je ugodnije da budu na muškarcu, jer tako se pretežno podražuje klitoris, neke doživljavaju orgazam samo ukoliko im muškarac dodatno podražuje dražicu, a neke žene orgazam postižu isključivo samozadovoljavanjem. Nažalost, prema podacima dobivenim istraživanjima, oko 10% žena nije nikada doživelo orgazam, a preko 40% ga redovno odglumi.

## Trenutak nakon orgazma
Posle doživljaja orgazma sledi završni period snošaja. Nervna i mišićna napetost popušta i opuštaju se unutrašnji mišići, a ritmički trzaji polnog organa postaju slabiji i kratkotrajniji. Disanje i ubrzani srčani rad se smiruju, prepunjenost krvlju i vlažnost tkiva i organa nestaju, koža poprima prirodnu boju, oči postaju svetlije. Kod većine preovladava osećaj potpunog zadovoljstva i smirenosti, te potreba za odmorom. Nakon dugotrajnog odnosa osete se žeđ i glad, često se pojavi nagon za mokrenjem. Mnogi brzo i lako utonu u san, a drugi ostaju budni, ali se osećaju opušteno. Muškarci najčešće ne žele odmah nove polne podsticaje (uglavnom čak ni razmenu nježnosti), dok se kod žene orgazam postepeno gasi i često još neko vreme imaju potrebu za maženjem i nežnostima.

## Vrste orgazma

### Istovremeni orgazam
Simultani orgazam, kada oba partnera dožive vrhunac zadovoljstva u istom trenutku, ugodan je doživljaj, ali ne i neophodan za dobar polni život. Iako se faze uzbuđenosti ne podudaraju, može se uskladiti orgazmička faza. Treba se prepustiti ritmu, ne uključujući previše mozak, nego telo i nagon. A jedna od mogućnosti je da muškarac najprije zadovolji partnerku podraživanjem klitorisa, dojki, međice i ostalih erogenih zona i stvori orgazmičku platformu. Milovanje povećava stezanje žila u polnim organima, što je osnova zadovoljstva, a što je stezanje snažnije, orgazam je intenzivniji, a i veća je mogućnost višestrukih i snažnih orgazama. Na taj način žena se dovoljno uzbudi i pripremi, pa je istovremeni orgazam vrlo verovatan ili partnerku dovede do prvog orgazma, a dalji podražaji njoj neretko donose višestruki orgazam na čije se talase orgazma može nadovezati muškarac svojim vrhuncem.

### Višestruki orgazam
Višestruki orgazam predstavlja sposobnost da se doživi više talasa snažnog zadovoljstva za vreme jednog polnog odnosa. Ovaj orgazam mogu doživjeti neke žene, a postoje i retki slučajevi ovog orgazma zabeleženi kod muškaraca. Muškarac se mora jako kontrolisati kako ne bi odmah doživio orgazam i mora mnogo pažnje posvetiti ritmu partnerke. Muškarcu je nakon orgazma potrebna pauzu za sledeći orgazam. Žene za razliku od muškaraca u posebnim uslovima koji uključuju snažnu uzbuđenost, emocije i posebne podražaje mogu doživeti više odvojenih orgazama koji dovode žensko telo do potpune ekstaze. Ako se želi doživeti ova vrsta orgazma onda se nakon postignuća prvog orgazma za vreme odnosa, ne sme dozvoliti potpuno opuštanje tela, a nakon što se nadraženo područje nakratko odmori nastavlja se s podraživanjem uz stalni intimni kontakt.

### Produženi orgazam
Muškarac mora zadržati veliku napetost kako bi partnerku nekoliko puta doveo na ivicu orgazma. Kontrolisano se treba opuštati, a najveća poteškoća pri ovoj vrsti orgazma je brzina i strah od neuspeha. Ovaj orgazam može se uporediti sa „jahanjem na talasu” i potrebno je dosta vežbe i samokontrole za dugotrajnije održavanje uzbuđenosti ispod samog vrhunca.

### Vaginalni orgazam
Vaginalni orgazam nije previše lokalizovan, dubok je, širi se koncentrično i emotivno je mnogo snažniji. Za snažniji vaginalni orgazam preporučljivo je prethodno doživeti klitoralni orgazam. Perivaginalna vlakna su veća od klitorisnih i nisu toliko osetljiva, ali dugotrajnijim snošajem moguće je aktivirati tačke koje su odgovorne za vaginalni orgazam. Na primer stimulacija tačke G (u donjem, unutrašnjem delu rodnice iza stidne kosti, otprilike na trećinu puta prema maternici), otvor mokraćne cevi (koji se stimuliše za vreme odnosa), perineuma (područje između vagine i anusa), prvi deo vagine (ukoliko je mišić čvrst) i dublji delovi rodnice.
Žene mogu ojačati mišiće rodnice Kegelovim vežbama koje su prvenstveno namenjene lečenju inkontinencije, ali njima se i mišići rodnice jačaju eventualno ih pripremajući na orgazmičke kontrakcije.

### Klitoralni orgazam
Klitoris je najsnažnija ženska erogena zona bogata nervnim završecima i njegovim podraživanjem žena najbrže doživi orgazam. Može se podraživati direktno prstima, penisom, jezikom, zatim indirektno milovanjem preko odeće, tuširanjem, hidromasažom, raznim erotskim pomagalima, ili u snu, kao posledica snova. Klitorisni orgazam je oštar, lokaliziran, površinski, ali vrlo snažan, jer su klitorisna nervna vlakna vrlo fina, a izazivaju istu reakciju kao i kod vaginalnog orgazma: ritmičke kontrakcije na ulazu u rodnicu.

### Analni orgazam
Podražavanjem analnog otvora ili penetracijom prsta, penisa, jezika, ili seksualnog pomagala u analni otvor može dovesti do analnog orgazma.
Muškarci mogu preko rektalne masaže i stimulacije prostate doživeti orgazam koji se razlikuje od onoga nastalog stimulacijom penisa. Ova vrsta stimulacije se upoređuje s podraživanjem ženske G tačke, a naročito je raširena među homoseksualcima.

### Orgazam u snu
S obzirom na to da je polni život jedan od najvažnijih delova ljudskog života, razumljivo je da snovi često imaju i erotski sadržaj. Nekad je to veran odraz spavačevih želja ili polna želja prikrivena nekim simbolom. Tako se prema psihoanalitičaru Freudu na jasan ili prikriven, izopačen način dovodi do imaginarnog ispunjavanja želja. Ponekad takav erotski san dovodi do orgazma, a kod muškaraca do erekcije i polucije. Snovi s erekcijom i izbacivanjem semena su sasvim prirodna pojava za muškarce svih uzrasta. Snovi kod žena aktiviraju moždane centre odgovorne za orgazam, smeštene u talamusu, a posledica su mini erekcije klitorisa i stezanje vagine. Ponekad upravo ovi erotski snovi otkrivaju devojkama orgazam.

## Literatura
- Овај чланак или његов део изворно је преузет из Речника социјалног рада Ивана Видановића уз одобрење аутора.
- Banker-Riskin, Anita; Grandinetti, Deborah . (1997). Simultaneous Orgasm: And Other Joys of Sexual Intimacy. Hunter House. ISBN 978-0-89793-221-9..
- Masters, William H.; Johnson, Virginia E.; Reproductive Biology Research Foundation (U.S.) (1966). Human Sexual Response. Little, Brown. стр. 366. ISBN 978-0-316-54987-5.
- Partridge, Eric (2001). Shakespeare's bawdy (2nd изд.). Routledge. ISBN 978-0-415-25400-7.
- Plato (2001). The Banquet. Provincetown, MA: Pagan Press.. (P.B. Shelley, Trans., J. Lauritsen, Ed., Foreword).
- WEBB, Timothy (1976). The violet in the crucible: Shelley and translation. Oxford: Clarendon Press.
- Gabriele Froböse, Rolf Froböse, Michael Gross (Translator) (2006). Lust and Love: Is it more than Chemistry?. Royal Society of Chemistry. ISBN 978-0-85404-867-0..
- Komisaruk, Barry R.; Beyer-Flores, Carlos; Whipple, Beverly. (2006). The Science of Orgasm. Baltimore, MD; London: The Johns Hopkins University Press. ISBN 978-0-8018-8490-0.

## Spoljašnje veze
|  | Molimo Vas, obratite pažnju na važno upozorenje u vezi sa temama iz oblasti medicine (zdravlja). |